# Tunézia autópályái
Ez a szócikk Tunézia autópályáit (franciául: Autoroute) sorolja fel. Az autópályákon a megengedett legnagyobb sebesség 110 km/h.

## Az autópályák táblázatban
| Autópálya | Érintett települések, nagyobb kereszteződések | Teljes hossz | Térkép |
| --------- | --- | ------------ | ------ |
|           | Tunisz (تونس) – Hammam-Lif (حمام الأن) – Hammamet (الحمامات) – Enfida (النفيضة) - Szúza (سوسة) – Masakin (مساكن) - Szfaksz (صفاقس) – Gabès (قابس) – Médenine (مدنين) – Ben-Gardane (بن قردان) – Ras-Jedir – Líbia | 247 km       |        |
|           | Tunisz (تونس) – Mejez-El-Bab (مجاز الباب) – Oued Zarga – Béja (ﺒﺎﺠﺔ) – Bousalem – Jendouba (جندوبة) – Ghardimaou (ار الدماء) – Algéria                                                                            | 136 km       | –      |
|           | Tunisz (تونس) – Utica (Utique) – El Alia (العالية) – Bizerte (Binzart/بنزرت) | 51 km        | –      |

## Képgaléria

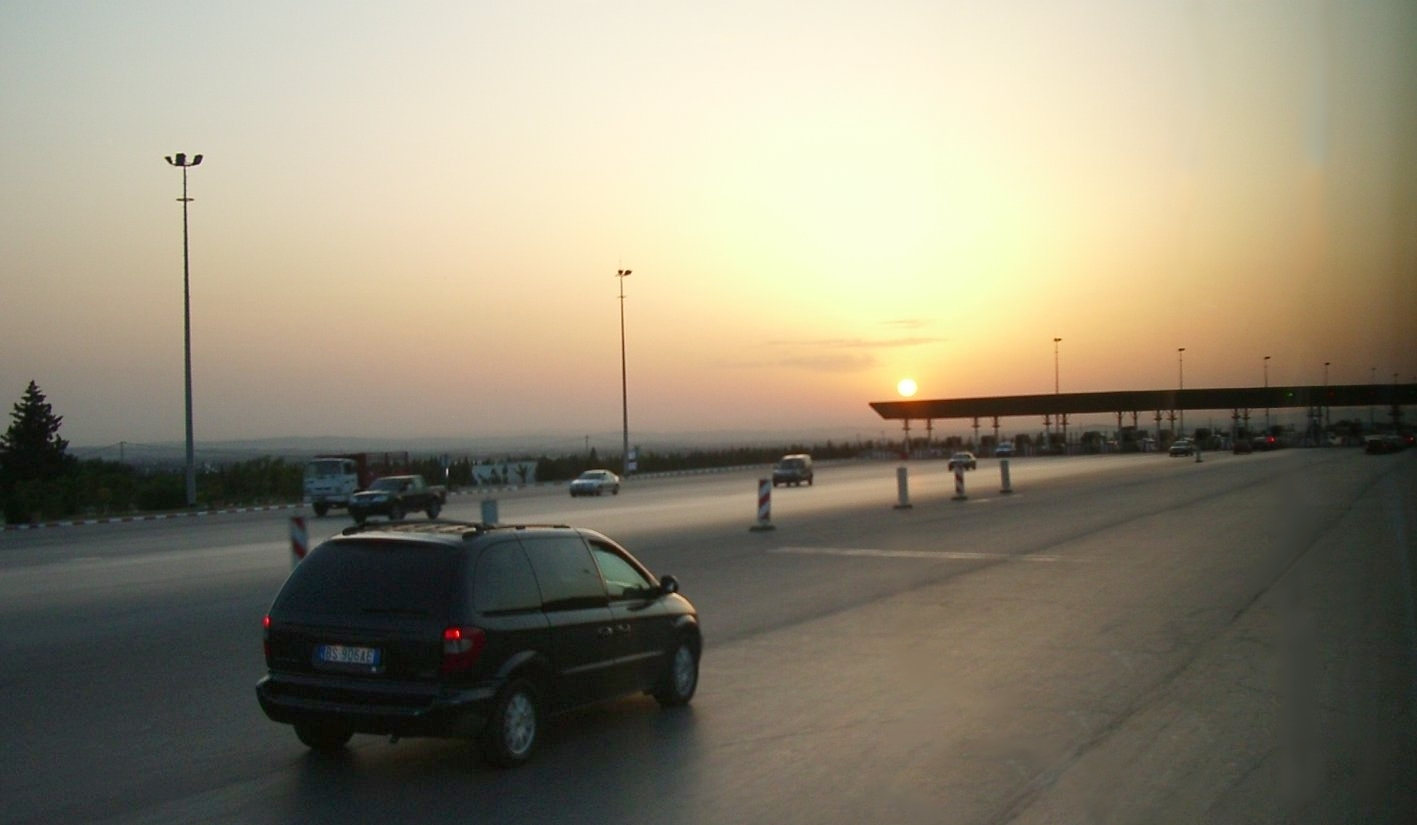
Az A1-es
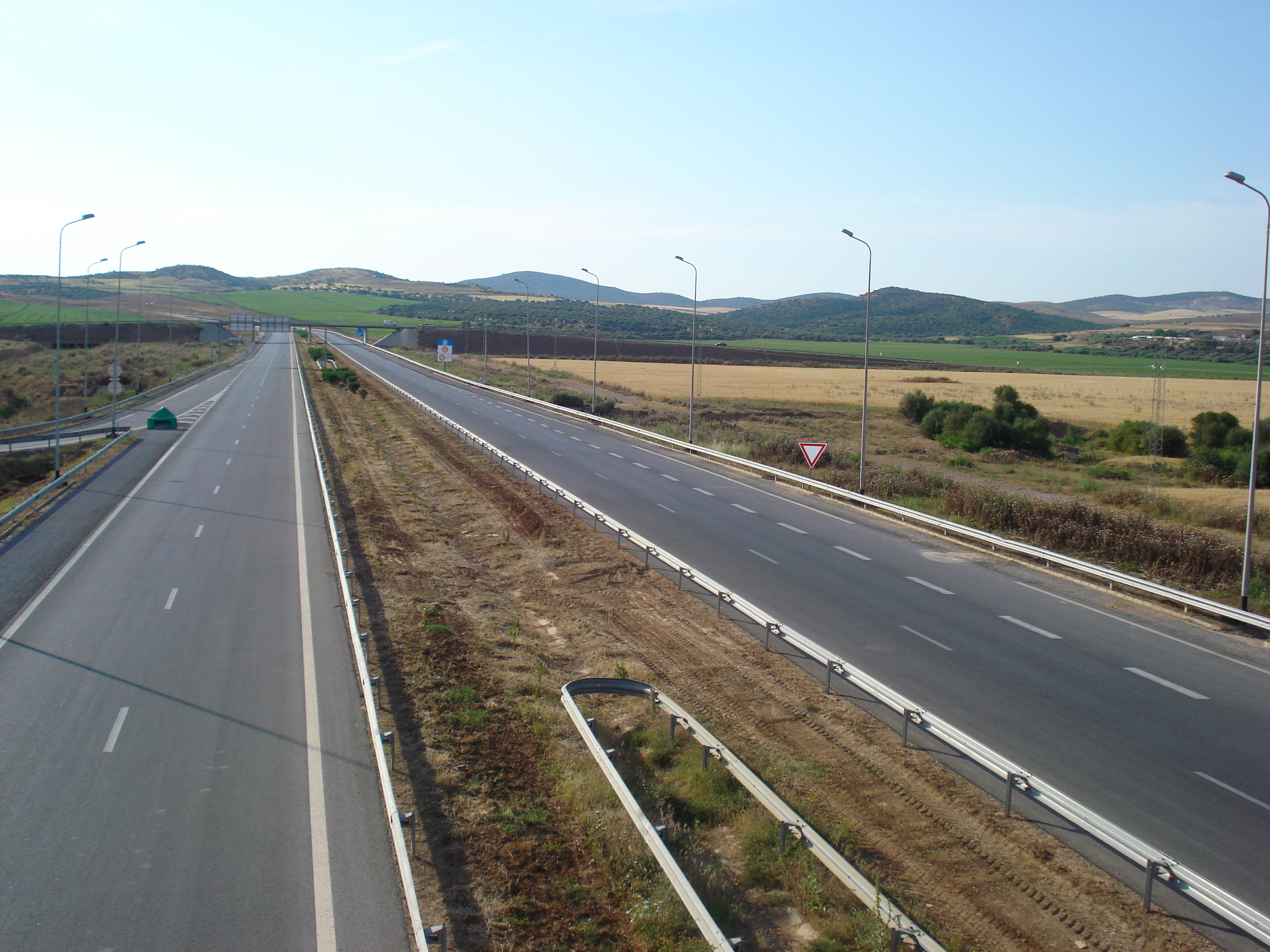
Az A3-as
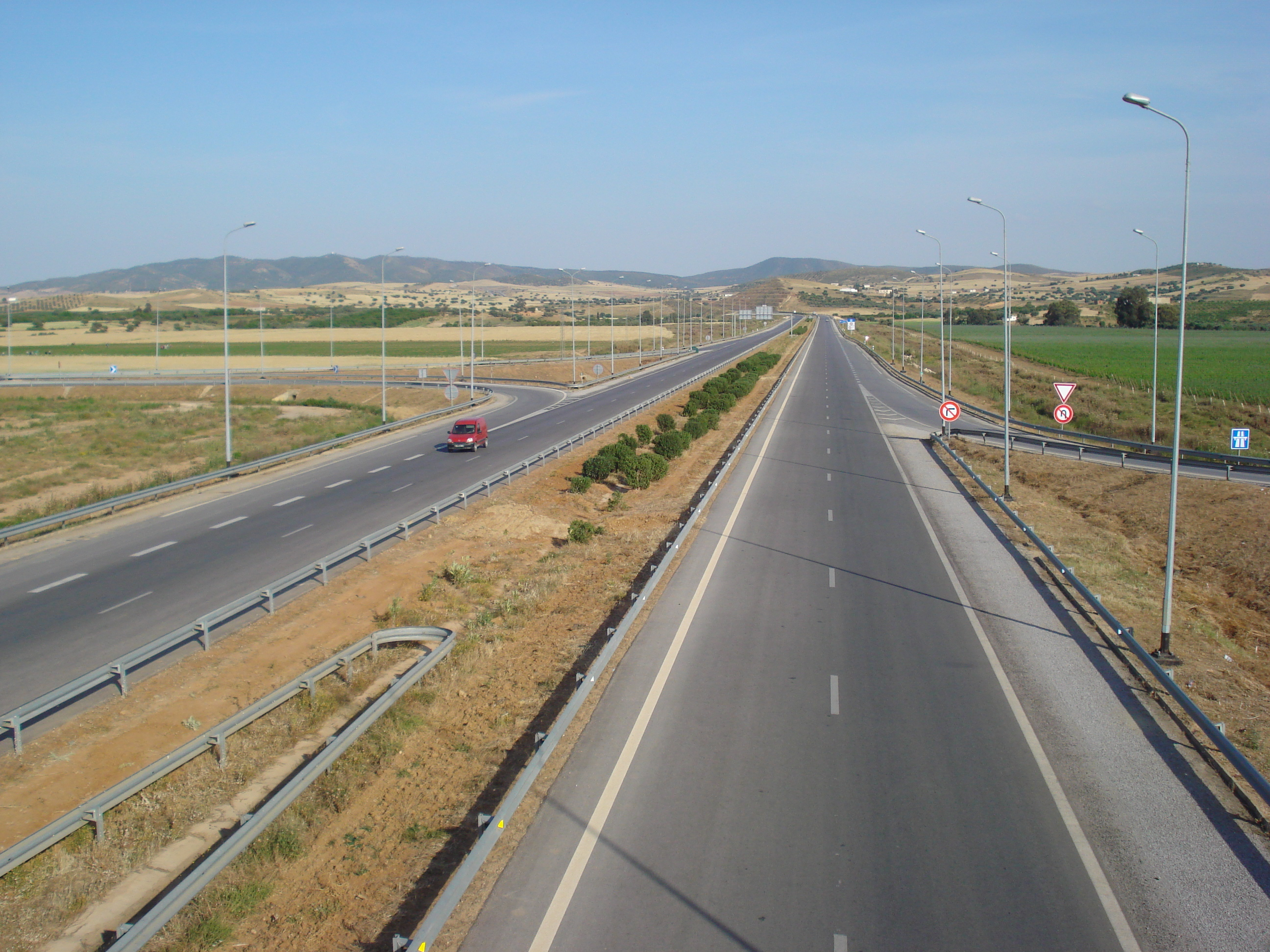
Az A3-as
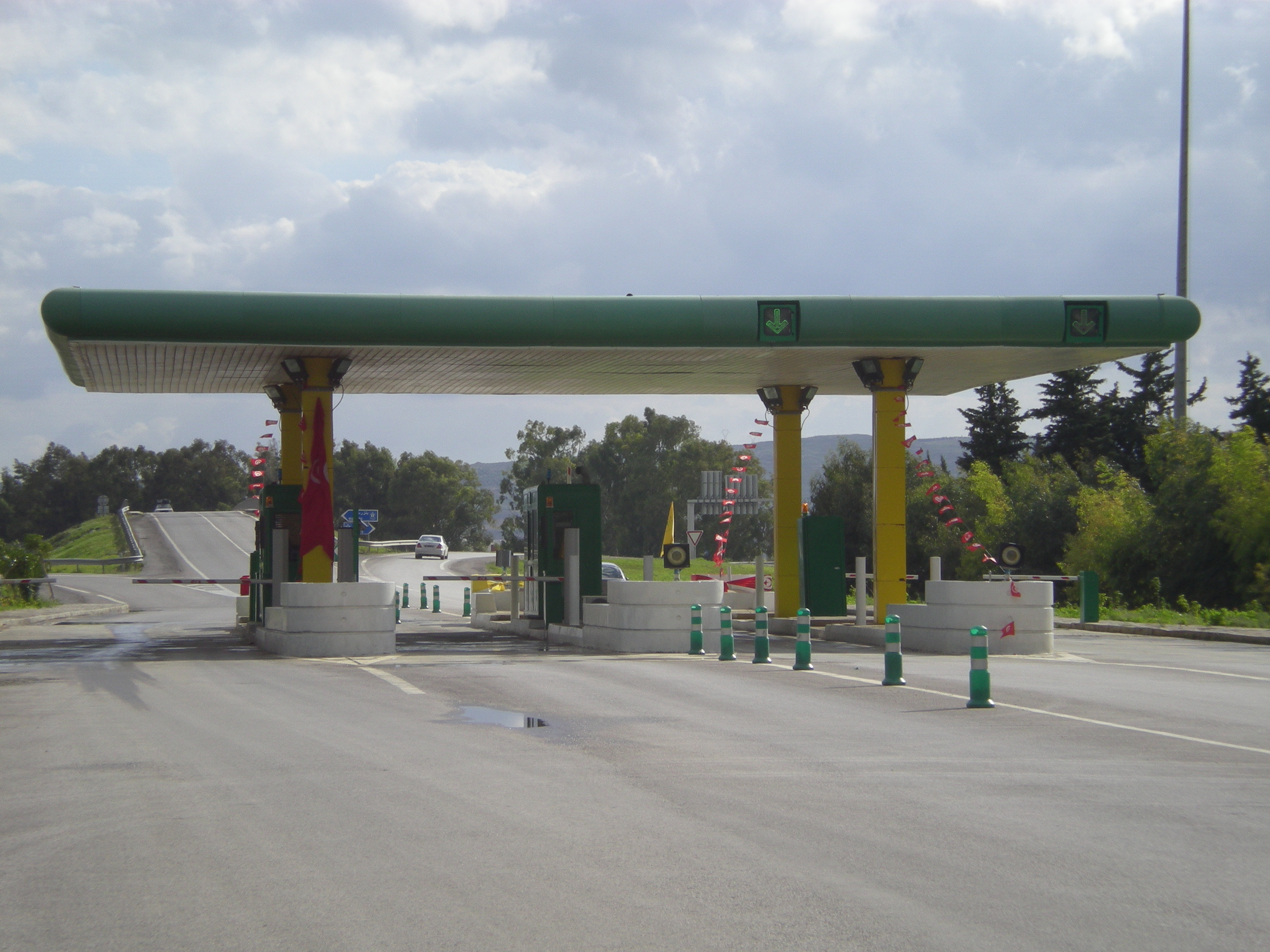
Az A4-es
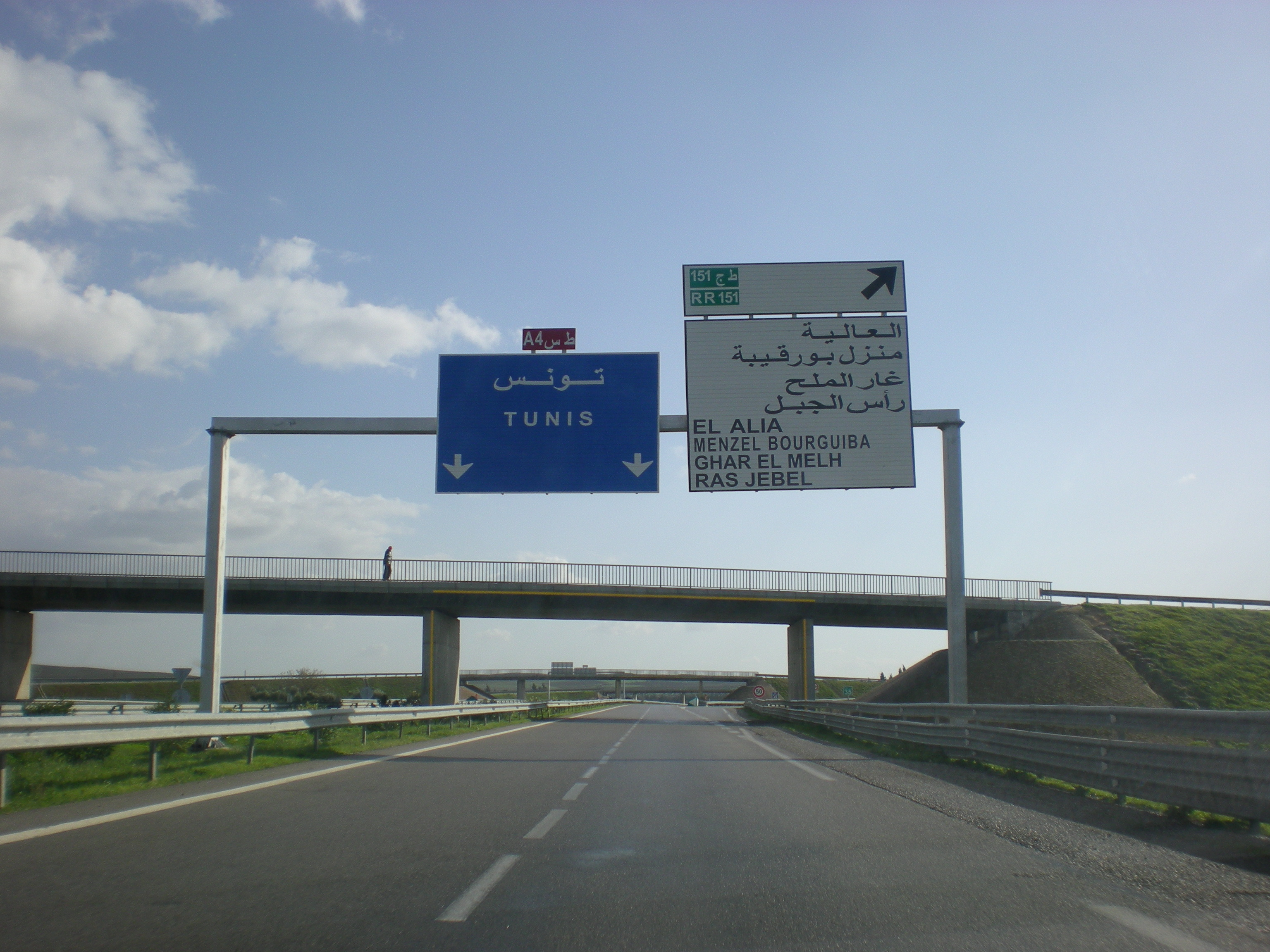
Az A4-es
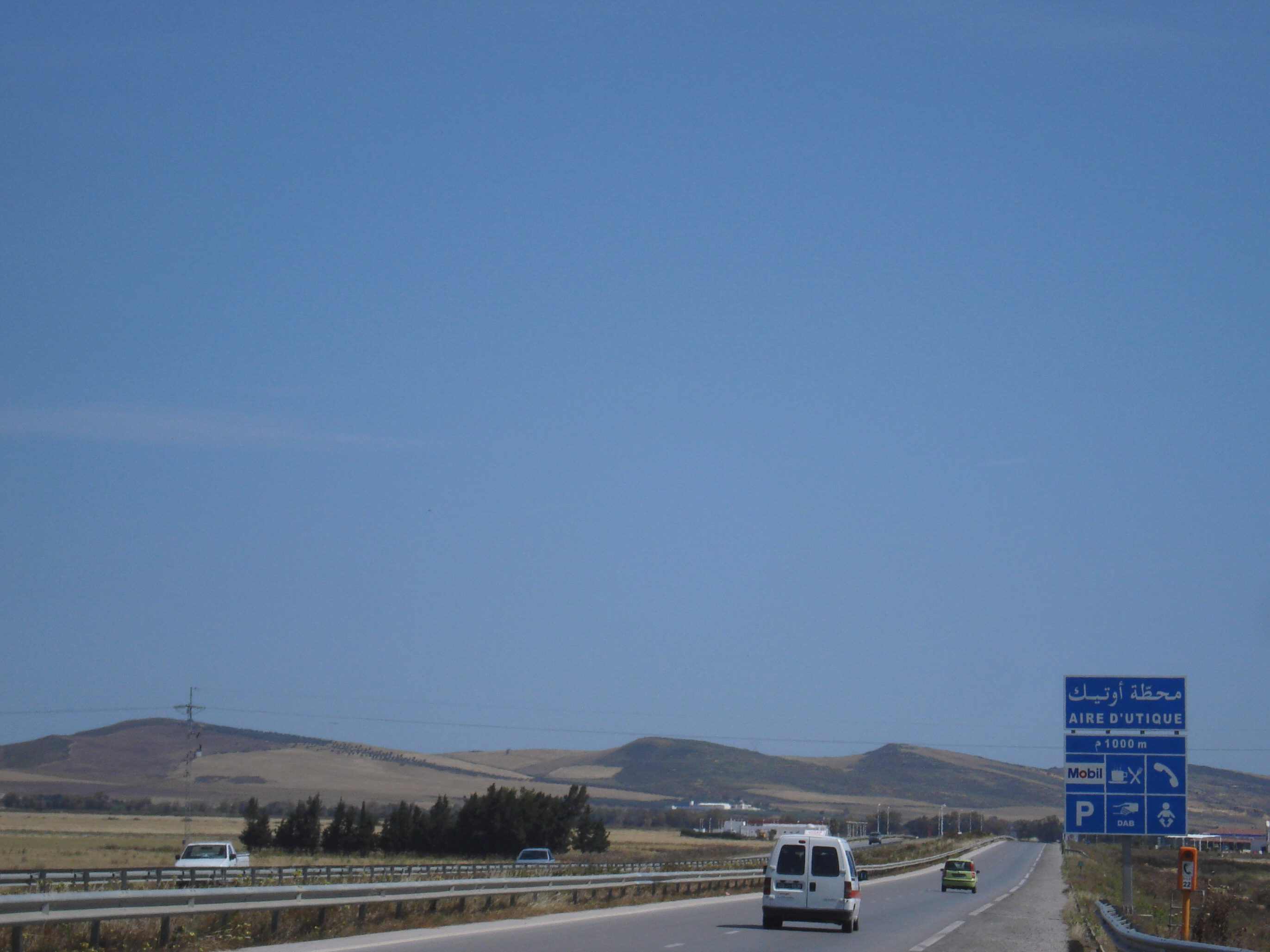
Az A4-es
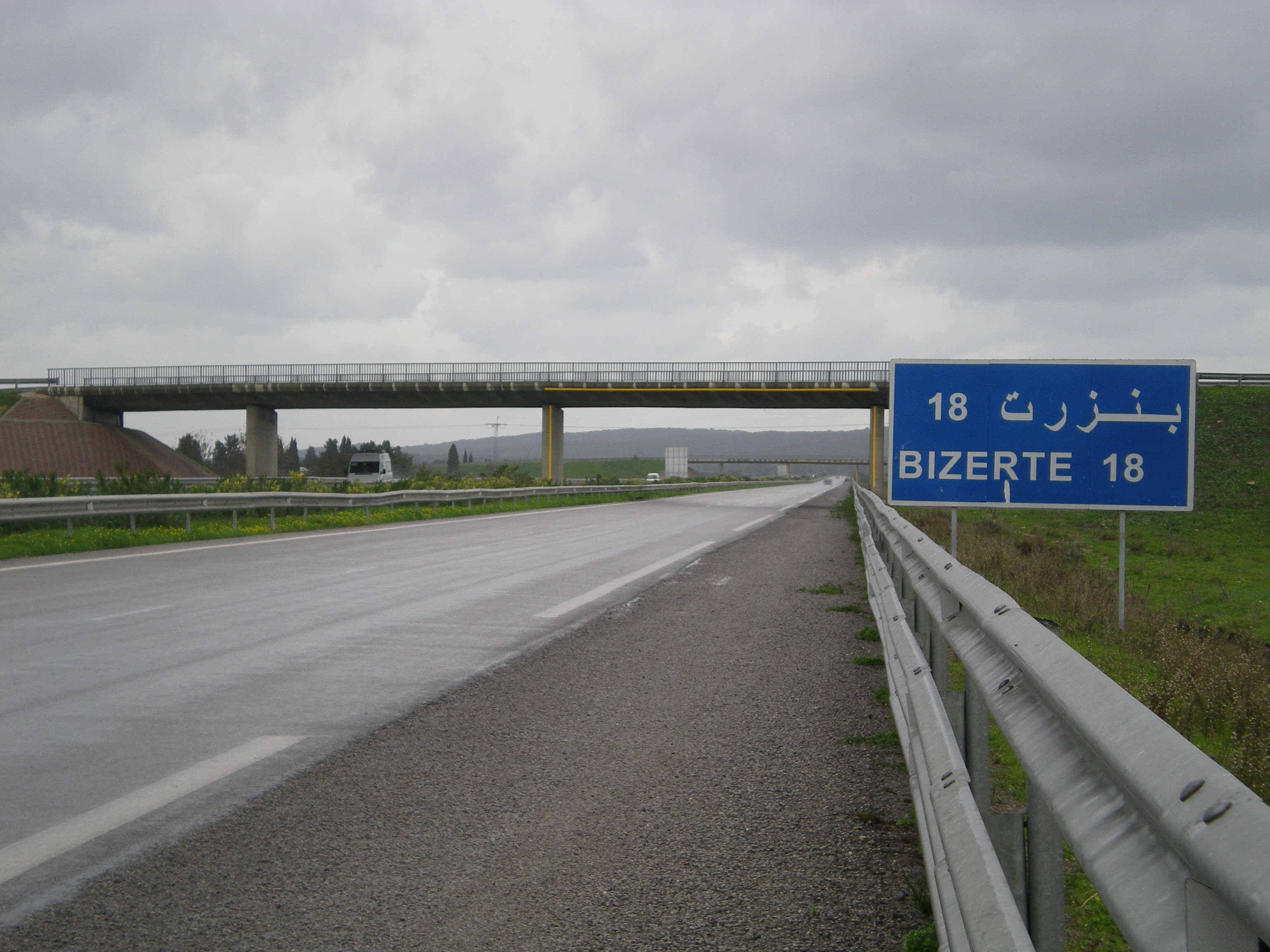
Az A4-es 18 km-re Bizertétől

## Fordítás
Ez a szócikk részben vagy egészben  a   Transport in Tunisia című angol Wikipédia-szócikk fordításán alapul.  Az eredeti cikk szerkesztőit annak laptörténete sorolja fel. Ez a jelzés csupán a megfogalmazás eredetét és a szerzői jogokat jelzi, nem szolgál a cikkben szereplő információk forrásmegjelöléseként.